# Leve Palestina
Leve Palestina (AFI: [ˈlêːvɛ̂ palɛsˈtîːnâ]; Viva la Palestina), originariamente pubblicata come Demonstrationssången (La canzone di dimostrazione) / Taḥyā Filasṭīn (in arabo تحيا فلسطين‎?; Viva la Palestina), è una canzone di protesta svedese del 1978, scritta da George Totari ed eseguita dal suo gruppo, i Kofia. Brano popolare alle manifestazioni socialiste in Svezia fin dalla sua pubblicazione, è tornata in auge a livello globale nel 2023 in seguito allo scoppio della guerra fra Israele e Hamas.

## Il brano
Il brano, scritto in polemica con le censure governative dell'epoca sulle critiche a Israele e con la mancata visibilità dell'identità nazionale palestinese in Svezia, fu inizialmente pubblicato all'interno dell'album del 1978 Mitt hemlands jord / ʾArḍ bilādī (أرض بلادي‎; Il suolo del mio paese). Il testo della canzone descrive la raccolta del grano e delle olive in Palestina, nonché il lancio di pietre e di razzi ai suoi nemici. Leve Palestina fa appello alla lotta socialista contro l'imperialismo, auspicando la caduta del sionismo e la liberazione della Palestina. Scritti e interpretati in svedese, Leve Palestina e gli altri brani dei Kofia rappresentano il primo caso di musica sulla Palestina in una lingua diversa dall'arabo, un fatto ai tempi accolto con diffidenza da una parte degli arabofoni.

## Storia
I Kofia (forma svedese del nome della kefiyah) sono stati un gruppo fondato a Göteborg nel 1972 dal musicista palestinese (poi naturalizzato svedese) George Totari, nato a Nazaret nel 1946 e rifugiatosi in Svezia nel 1967 a causa della guerra dei Sei Giorni, insieme ad altri quattro musicisti: il percussionista palestinese Michel Kreitem, nato a Gerusalemme e costretto a trasferirsi con la famiglia in Giordania fra il 1948 e il 1952 a causa della Nakba, per poi seguire la fidanzata svedese in patria nel 1967; la cantante svedese Carina Olsson; il flautista svedese Bengt Carlsson; e il chitarrista svedese Mats Lundälv, anche suonatore di mandolino e di oud. La band, la cui formazione è cambiata varie volte nel corso del tempo, era politicamente attiva in quegli anni, e partecipava regolarmente a manifestazioni contro la guerra in Vietnam e l'apartheid in Sudafrica.
Leve Palestina, rimasta il pezzo più noto dei Kofia, è da sempre cantata alle manifestazioni di protesta in Svezia, e in più occasioni è stata censurata dalle autorità del paese. Durante una protesta a Malmö in occasione della giornata internazionale dei Lavoratori del 2019, degli attivisti pro-Palestina hanno eseguito Leve Palestina, attirandosi le critiche tanto della stampa di destra quanto del Partito Socialdemocratico allora al governo. Anche l'ala giovanile del partito è stata segnalata alla polizia per aver partecipato al coro, con l'accusa di incitamento all'odio; essa ha quindi accettato di non cantare più il pezzo.

### Riscoperta nel 2023

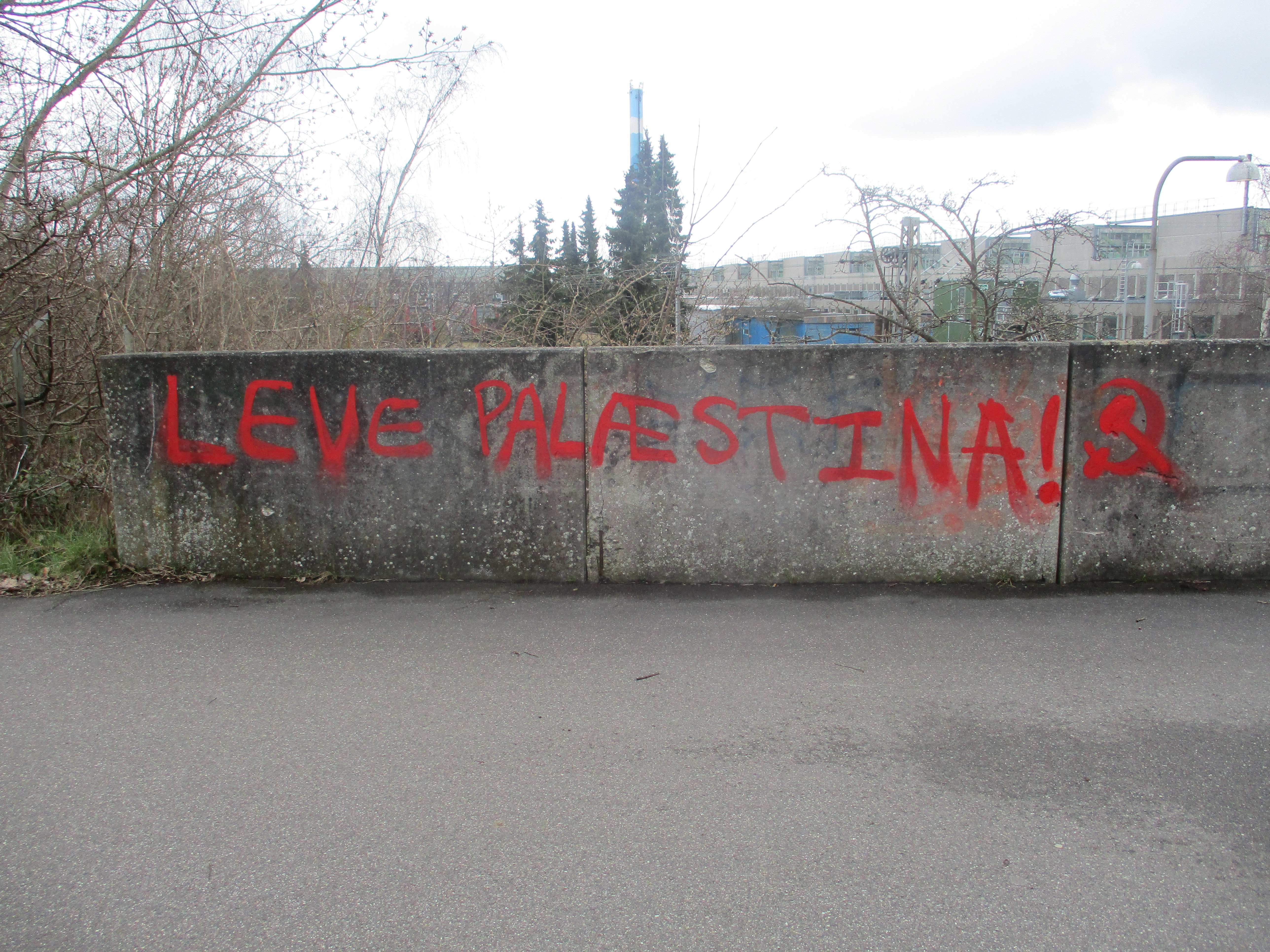
Graffito a Høje Taastrup, Danimarca, con il titolo della canzone scritto secondo l'ortografia danese e accanto una falce e martello

Con l'inizio della guerra Israele-Hamas e la conseguente crisi umanitaria nella Striscia di Gaza, Leve Palestina è tornata alla ribalta su piattaforme social come TikTok e Instagram, diventando un inno di protesta per la causa palestinese in tutta Europa. La diffusione virale del brano ha avuto inizio da una clip di 30 secondi girata a una manifestazione tenutasi a Stoccolma nell'ottobre 2023, a cui un utente aveva aggiunto la melodia di Leve Palestina; il video ha superato le 5 milioni di visualizzazioni. Da allora la canzone è stata usata nelle proteste di tutto il mondo e è stata tradotta in diverse lingue, fra le quali l'arabo, l'inglese, l'hindi e l'indonesiano.
Nel corso dei sei mesi successivi all'ottobre 2023, l'uso di Leve Palestina ha ricevuto rinnovate critiche da parte del governo svedese in carica. L'invito della coalizione di governo a vietare o censurare il brano e la direttiva rivolta alla polizia di interromperne l'esecuzione non hanno comunque impedito ai manifestanti di continuare a cantarla, in quanto il loro numero elevato ha reso più difficili gli interventi delle autorità.